# Ersguterjunge
Ersguterjunge, auch bekannt unter der Abkürzung EGJ, ist ein Berliner Musiklabel unter Geschäftsführung des deutschen Rappers Bushido. Es wurde 2004 nach Bushidos Trennung vom Label Aggro Berlin von diesem und dem Rapper D-Bo gegründet und Ende 2005 als Ersguterjunge GmbH mit Sitz in Berlin angemeldet. Von 2012 bis 2023 firmierte das Label unter bushidoersguterjunge GmbH, bevor es in die neu gegründete Amayu GmbH & Co. KG überführt wurde.
Viele deutschlandweit bekannte Rapper waren bereits bei ersguterjunge unter Vertrag, so unter anderem Capital Bra, Samra, Shindy oder Kay One.
Nachdem für den Vertrieb zuvor Verträge mit Universal Music (2004–2007) und Sony BMG (2007–2021) bestanden, wird dieser seit 2021 von der Schweizer Plattform iGroove abgewickelt.

## Geschichte

### 2004–2012
Nachdem Bushido Streitigkeiten mit seinem bisherigen Label Aggro Berlin entwickelte, dieses ihn jedoch nicht von seinem Vertragsverhältnis entbinden wollte, erhielt er Unterstützung von Clanchef Arafat Abou-Chaker. Dieser soll, laut Darstellung in Bushidos Filmbiographie Zeiten ändern sich (2010), die Verantwortlichen bei Aggro Berlin so eingeschüchtert haben, dass sie Bushido aus seinem Vertrag lösten. Anschließend wurde das Label ersguterjunge gegründet.
Baba Saad war bereits 2004 an den Aufnahmen zu Bushidos CD Electro Ghetto beteiligt und gehörte seitdem zu Bushidos Crew. Ein Jahr später veröffentlichte er gemeinsam mit Bushido Carlo Cokxxx Nutten II (Bushido produziert: Sonny Black & Baba Saad). Das Album erreichte Platz 3 der Albumcharts.
Bass Sultan Hengzt unterschrieb Anfang 2005 bei Ersguterjunge, verließ das Label jedoch kurz nach Veröffentlichung seines Albums Rap braucht immer noch kein Abitur im Juni des gleichen Jahres. Daraufhin veröffentlichte er 2006 bzw. 2009 die Disstracks Fick Bushido bzw. Ex-Guter Junge. Die Produzenten DJ Ilan und DJ Devin verließen das Label aus persönlichen Gründen. Mit dem Weggang von Ilan, Devin und Kors One kam das Linzer Produzentenduo Beatlefield, bestehend aus Chakuza und DJ Stickle, hinzu. Chakuza veröffentlichte im April des folgenden Jahres das Album Suchen & Zerstören, das in den deutschen Charts Platz #50 erreichte.
Das Produzententeam des Labels wurde Mitte April 2006 um Screwaholic und einem Monat später um den Rapper und Produzenten Bizzy Montana erweitert. Im Oktober 2006 erschien über Ersguterjunge das Album Blackout von Chakuza und Bizzy Montana.
Im November 2006 verließ die Rapperin Bahar das Sublabel, da ihr ihrer Meinung nach Ersguterjunge keine Perspektive auf eine erfolgreiche Albumveröffentlichung bieten konnte. Auch Billy, die noch auf dem Sampler Nemesis vertreten war, trennte sich von Ersguterjunge. Im Dezember 2006 folgte als neues Signing Nyze, der bereits auf mehreren Veröffentlichungen des Labels vertreten war und im Januar 2007 sein Album Geben & Nehmen über Ersguterjunge veröffentlichte. Ebenfalls im Dezember unterschrieb Eko Fresh bei Bushidos Label, mit dem er am gemeinsamen Album Ekaveli arbeitete, das 2007 erschien. Gleichzeitig verlängerte Saad seinen Vertrag, um ein weiteres Album bei Bushidos Label zu veröffentlichen.
Bushido gründete Anfang 2007 die Girlband Bisou, welche aus ehemaligen Kandidatinnen der Castingshow Popstars besteht. Zwei weitere Signings erfolgten wenig später mit Kay-One und Tarééc.
Am 8. Juni 2007 erschien das Album Mukke aus der Unterschicht von Bizzy Montana, das Platz 61 in den Albencharts erreichte. Ende Juni 2007 wurde bekanntgegeben, dass Bushido und sein Label Ersguterjunge den Vertrieb von Universal/Urban zu Sony/BMG wechseln. Mit Bushidos am 31. August 2007 über Ersguterjunge erscheinenden Soloalbum 7 begann die Zusammenarbeit. Drei über Ersguterjunge veröffentlichte CDs erreichten Goldstatus (Electro Ghetto, Staatsfeind Nr.1 sowie ersguterjunge Sampler Vol. 2 – Vendetta). Zudem erhielten Von der Skyline zum Bordstein zurück und 7 den Platinstatus. Die erste Live-DVD Deutschland gib mir ein Mic wurde ebenfalls mit einer Goldenen Schallplatte ausgezeichnet.
Im August 2008 gab Eko Fresh bekannt, dass er Ersguterjunge verlassen hatte. Im März 2009 verließ Screwaholic Bushidos Label, um neue musikalische Wege einzuschlagen. Kurz darauf wurde bekannt, dass auch D-Bo das Label verlässt. Im Juni 2010 veröffentlichte der Rapper Fler sein Album flersguterjunge über das Label. Im November 2010 verließ auch das Produzententeam Beatlefield und damit DJ Stickle und Rapper Chakuza das Label, da ihre Verträge ausgelaufen waren und sie nicht verlängert wurden. Fler verließ das Label Ende des Jahres 2010 und gründete sein eigenes Label Maskulin.
Im März 2011 verkündete Saad auf einem Konzert des Rappers Haftbefehl, fortan nicht mehr bei ersguterjunge unter Vertrag zu stehen. Ende August 2011 gab Nyze in einem Interview bekannt, ebenfalls nicht mehr bei Ersguterjunge unter Vertrag zu stehen.
Im Oktober 2011 gab Bushido die Geschäftsführung der ersguterjunge GmbH ab, welche daraufhin von 2012 bis zur Schließung im November 2013 als Elementario Musik GmbH firmierte. Das Label ersguterjunge wird seit 2012 unter der Nachfolgegesellschaft bushidoersguterjunge GmbH, deren Geschäftsführer erneut Bushido ist, fortgeführt.
2012 verließ der Rapper Kay One nach fünfjähriger Mitgliedschaft das Label und beklagte öffentlich, dass die Künstler - darunter auch Bushido - vom Abou-Chaker-Clan unterdrückt würden. Er sagte 2013 über Bushido in einem Interview: „Er weiß genau, dass er ein Sklave des Clans ist. Und dass er da nie wieder rauskommen wird.“

### 2013–2019
Anfang 2013 wurde der Rapper Shindy unter Vertrag genommen. Er platzierte sich mit den Alben NWA und NWA 2.0 sowie mit den Singles Stress ohne Grund, Springfield, Springfield 2, Mein Shit, Stress mit Grund und Bruce Wayne in den deutschen Charts. Das 2014 erschienene Album Fuck Bitches Get Money von Shindy brachte ersguterjunge in Deutschland erstmals eine goldene Schallplatte für einen Künstler abseits von Bushido ein. Zudem folgte mit dem Kollaborationsalbum CLA$$IC 2015 eine Zusammenarbeit von Shindy und Bushido, welche in Deutschland und Österreich ebenfalls Goldstatus erreichte.
2014 folgte als neuestes Mitglied des Labels Ali Bumaye, ein langjähriger Freund Bushido und Shindys. Mit Fette Unterhaltung (2015) und Rumble in the Jungle (2016) veröffentlichte dieser seine ersten und bisher einzigen zwei Studioalben über ersguterjunge.
2017 wurden nacheinander die Rapper M.O.030, Laas Unltd., Samra und AK Ausserkontrolle bei ersguterjunge unter Vertrag genommen. Noch im selben Jahr verließ M.O.030 das Label wieder, mit insgesamt zwei über ersguterjunge veröffentlichten Songs. Ebenfalls 2017 wurde ein EGJ-Sampler angekündigt, auf welchem neben Bushido Shindy, Samra, AK Ausserkontrolle, Laas Unltd. sowie höchstwahrscheinlich auch Ali Bumaye enthalten sein sollten. Es wäre der vierte Sampler des Labels gewesen, der mehr als zehn Jahre nach dem letzten Teil, Alles Gute kommt von unten (2007), erschienen wäre. Anfang 2018 wurde der Sampler jedoch offiziell abgesagt. In einem Interview von 2019 sagte AK Ausserkontrolle diesbezüglich: „Am Ende haben Bushidos Parts gefehlt. Die hat er halt nicht aufgenommen, weil zuviel Stress war, hin und her, er kam nicht dazu.“
Im März 2018 gab Bushido bekannt, sich von seinem langjährigen Geschäftspartner Arafat Abou-Chaker getrennt zu haben. Die Trennung führte labelintern zu einer angespannten Atmosphäre, da sich die Künstler teilweise auf die Seite Bushidos und teilweise auf die Seite Abou-Chakers stellten. Die Anspannungen sorgten dafür, dass Laas Unltd., AK Ausserkontrolle, Ali Bumaye sowie Shindy das Label 2018 wieder verließen und eigene Wege einschlugen. Laas Unltd. und AK Ausserkontrolle verließen das Label ohne eine einzige Veröffentlichung gemacht zu haben.
Im Sommer 2018 wurde der Berliner Rapper Capital Bra unter Vertrag genommen. Zu diesem Zeitpunkt bestand das Label aus Bushido, Samra und Capital Bra. Die drei Künstler veröffentlichten im Juli 2018 gemeinsam den Song Für euch alle, welcher in Deutschland und Österreich auf die erste Position der Charts stieg. Für Bushido und Samra stellte es die erste Nummer-eins-Single ihrer Karriere dar.
Anfang 2019 verließen Capital Bra und auch Samra ersguterjunge. Hintergrund waren interne Streitigkeiten mit Bushido aufgrund seines Polizeischutzes. Bushido war somit der einzige Künstler bei EGJ.

### Seit 2019
Ende 2019 gab Bushido bekannt, den Rapper Animus unter Vertrag genommen zu haben. Gleichzeitig kündigte er an, das von Fans bereits erwartete Album Carlo Cokxxx Nutten 4 gemeinsam mit Animus zu veröffentlichen.
Ende 2020 nahm Bushido den Kontakt zum ehemaligen EGJ-Signing Baba Saad wieder auf. Anfang 2021 wurde Saad bei ersguterjunge erneut unter Vertrag genommen, nachdem zuvor bereits von 2005 bis 2011 ein Vertrag bestanden hatte. Etwa gleichzeitig entschied sich Bushido dazu, den Major-Labels den Rücken zuzukehren und den bestehenden Vertriebs-Vertrag von ersguterjunge mit Sony/BMG vorzeitig aufzulösen. Stattdessen wurde ein neuer Vertrag mit der Schweizer Vertriebsplattform iGroove aufgesetzt. Seit 2021 veröffentlichen außerdem die beiden Berliner Rapper Jean & Solé über das Label ersguterjunge ihre Musik.

## Künstler
Aktive Künstler
- Bushido (seit 2004)

Ehemalige Künstler
- DJ Devin (2004–2005 – DJ/Produzent)
- DJ Ilan (2004–2005 – DJ/Produzent)
- Bass Sultan Hengzt (2004–2005)
- Bahar (2005–2006)
- Billy (ehemals Billy13) (2005–2006)
- Baba Saad (2005–2011; 2021–2022, nicht offiziell gesignt)
- Decay (Produzent)
- Eko Fresh (2005–2008)
- Bisou (2007–2008)
- D-Bo (2004–2009)
- Screwaholic (2006–2009 – Produzent)
- Chakuza (2005–2010)
- DJ Stickle (2005–2010 – DJ/Produzent)
- Tarééc (2007–2010)
- Fler (2009–2010)
- Bizzy Montana (2006–2011)
- Nyze (2006–2011)
- Kay One (2007–2012)
- M.O.030 (2017)
- AK Ausserkontrolle (2017–2018)
- Ali Bumaye (2014–2018)
- Laas Unltd. (2017–2018)
- Shindy (2013–2018)
- Samra (2017–2019)
- Capital Bra (2018–2019)
- Lukas Piano (ehemals Young Piano) (2018–2019 – DJ/Produzent)
- Animus (2019–2022)
- Airon (2020, nicht offiziell gesignt)
- Smokey (2020–2021, nicht offiziell gesignt)
- Jean (2021–2023)
- Solé (2021–2023)

Zeitleiste der Künstler

## Veröffentlichungen
Alben

| Jahr | Titel Interpret(en)                                   | Höchstplatzierung, Gesamtwochen, AuszeichnungChartplatzierungen (Jahr, Titel, Interpret[en], Platzierungen, Wochen, Auszeichnungen, Anmerkungen) | Höchstplatzierung, Gesamtwochen, AuszeichnungChartplatzierungen (Jahr, Titel, Interpret[en], Platzierungen, Wochen, Auszeichnungen, Anmerkungen) | Höchstplatzierung, Gesamtwochen, AuszeichnungChartplatzierungen (Jahr, Titel, Interpret[en], Platzierungen, Wochen, Auszeichnungen, Anmerkungen) | Anmerkungen | [↑]: gemeinsam behandelt mit vorhergehendem Eintrag; [←]: in beiden Charts platziert |
| Jahr | Titel Interpret(en)                                   | DE | AT | CH | Anmerkungen |                                                                                      |
| ---- | ----------------------------------------------------- | --- | --- | --- | --- | ------------------------------------------------------------------------------------ |
| 2004 | King of Kingz 2004 Edition Bushido                    | — | — | — | Erstveröffentlichung: 2004 indiziert |                                                                                      |
| 2004 | Deutscha Playa 2004 D-Bo                              | — | — | — | Erstveröffentlichung: 2004 |                                                                                      |
| 2004 | Electro Ghetto Bushido                                | DE6 Gold · (16 Wo.)DE | AT63 (2 Wo.)AT | CH81 (1 Wo.)CH | Erstveröffentlichung: 25. Oktober 2004 Verkäufe: + 100.000 zwischen 2006 und 2018 indiziert                                                    |                                                                                      |
| 2005 | Deo Volente D-Bo                                      | — | — | — | Erstveröffentlichung: 2005 |                                                                                      |
| 2005 | Carlo Cokxxx Nutten II Sonny Black & Saad             | DE3 (9 Wo.)DE | AT22 (6 Wo.)AT | — | Erstveröffentlichung: 4. April 2005 |                                                                                      |
| 2005 | Rap braucht immer noch kein Abitur Bass Sultan Hengzt | DE74 (1 Wo.)DE | — | — | Erstveröffentlichung: 2005 |                                                                                      |
| 2005 | King of Kingz / Demotape (Extended Edition) Bushido   | DE55 (4 Wo.)DE | — | — | Erstveröffentlichung: 2005 |                                                                                      |
| 2005 | Staatsfeind Nr. 1 Bushido                             | DE4 Gold · (18 Wo.)DE | AT13 (7 Wo.)AT | CH32 (3 Wo.)CH | Erstveröffentlichung: 4. November 2005 Verkäufe: + 100.000                                                                                     |                                                                                      |
| 2005 | Fick immer noch deine Story Eko Fresh                 | — | — | — | Erstveröffentlichung: 2005 |                                                                                      |
| 2006 | Nemesis Various Artists                               | DE4 (11 Wo.)DE | AT26 (5 Wo.)AT | CH64 (3 Wo.)CH | Erstveröffentlichung: 17. Februar 2006 indiziert                                                                                               |                                                                                      |
| 2006 | Suchen & Zerstören Chakuza                            | DE50 (3 Wo.)DE | — | — | Erstveröffentlichung: 15. April 2006 |                                                                                      |
| 2006 | Deutschland, gib mir ein Mic! Bushido                 | DE10 Gold · (16 Wo.)DE | AT37 (3 Wo.)AT | CH68 (3 Wo.)CH | Erstveröffentlichung: 28. April 2006 Verkäufe: + 25.000 Live-CD/DVD                                                                            |                                                                                      |
| 2006 | Das Leben ist Saad Baba Saad                          | DE15 (7 Wo.)DE | AT39 (1 Wo.)AT | — | Erstveröffentlichung: 16. Juni 2006 |                                                                                      |
| 2006 | Seelenblut D-Bo                                       | DE59 (1 Wo.)DE | — | — | Erstveröffentlichung: 30. Juni 2006 |                                                                                      |
| 2006 | Von der Skyline zum Bordstein zurück Bushido          | DE2 Platin · (47 Wo.)DE | AT3 Gold · (23 Wo.)AT | CH15 (22 Wo.)CH | Erstveröffentlichung: 4. September 2006 Verkäufe: + 215.000 darf aufgrund von Urheberrechtsverletzungen seit 2010 nicht mehr vertrieben werden |                                                                                      |
| 2006 | Blackout Chakuza & Bizzy Montana                      | DE69 (1 Wo.)DE | — | — | Erstveröffentlichung: 6. Oktober 2006 |                                                                                      |
| 2006 | Vendetta Various Artists                              | DE7 Gold · (15 Wo.)DE | AT20 (7 Wo.)AT | CH84 (3 Wo.)CH | Erstveröffentlichung: 1. Dezember 2006 Verkäufe: + 100.000 darf aufgrund von Urheberrechtsverletzungen seit 2010 nicht mehr vertrieben werden  |                                                                                      |
| 2007 | Geben & Nehmen Nyze                                   | DE87 (1 Wo.)DE | — | — | Erstveröffentlichung: 2007 |                                                                                      |
| 2007 | City Cobra Chakuza                                    | DE10 (9 Wo.)DE | AT41 (7 Wo.)AT | — | Erstveröffentlichung: 2. März 2007 |                                                                                      |
| 2007 | Hier und Jetzt Bisou                                  | DE42 (4 Wo.)DE | — | — | Erstveröffentlichung: 2007 |                                                                                      |
| 2007 | Mukke aus der Unterschicht Bizzy Montana              | DE61 (1 Wo.)DE | — | — | Erstveröffentlichung: 8. Juni 2007 |                                                                                      |
| 2007 | 7 Bushido                                             | DE1 Platin · (33 Wo.)DE | AT2 Platin · (14 Wo.)AT | CH2 (10 Wo.)CH | Erstveröffentlichung: 31. August 2007 Verkäufe: + 220.000                                                                                      |                                                                                      |
| 2007 | Sans Souci D-Bo                                       | DE64 (1 Wo.)DE | — | — | Erstveröffentlichung: 2007 |                                                                                      |
| 2007 | Das Beste Bushido                                     | DE27 (4 Wo.)DE | AT30 (8 Wo.)AT | CH68 (1 Wo.)CH | Erstveröffentlichung: 9. November 2007 |                                                                                      |
| 2007 | Ekaveli Eko Fresh                                     | DE100 (1 Wo.)DE | — | — | Erstveröffentlichung: 23. November 2007 |                                                                                      |
| 2007 | Alles Gute kommt von unten Various Artists            | DE8 (8 Wo.)DE | AT15 (6 Wo.)AT | CH16 (1 Wo.)CH | Erstveröffentlichung: 7. Dezember 2007 |                                                                                      |
| 2008 | 7 Live Bushido                                        | DE3 (15 Wo.)DE | AT37 (3 Wo.)AT | CH76 (1 Wo.)CH | Erstveröffentlichung: 15. Februar 2008 Live-CD/DVD                                                                                             |                                                                                      |
| 2008 | Saadcore Baba Saad                                    | DE9 (4 Wo.)DE | AT63 (1 Wo.)AT | CH49 (2 Wo.)CH | Erstveröffentlichung: 21. März 2008 |                                                                                      |
| 2008 | Unter der Sonne Chakuza                               | DE9 (7 Wo.)DE | AT13 (7 Wo.)AT | CH29 (3 Wo.)CH | Erstveröffentlichung: 16. Mai 2008 |                                                                                      |
| 2008 | Mukke aus der Unterschicht 2 Bizzy Montana            | DE35 (1 Wo.)DE | AT55 (1 Wo.)AT | — | Erstveröffentlichung: 22. August 2008 |                                                                                      |
| 2008 | Heavy Metal Payback Bushido                           | DE1 Gold · (20 Wo.)DE | AT2 Gold · (10 Wo.)AT | CH2 (9 Wo.)CH | Erstveröffentlichung: 10. Oktober 2008 Verkäufe: + 110.000                                                                                     |                                                                                      |
| 2009 | Heavy Metal Payback Live Bushido                      | DE5 (7 Wo.)DE | AT47 (5 Wo.)AT | — | Erstveröffentlichung: 9. Januar 2009 Live-CD/DVD                                                                                               |                                                                                      |
| 2009 | Hoffnung Tarééc                                       | — | — | — | Erstveröffentlichung: 2009 |                                                                                      |
| 2009 | Mukke aus der Unterschicht 3 Bizzy Montana            | DE45 (1 Wo.)DE | — | — | Erstveröffentlichung: 24. Juli 2009 |                                                                                      |
| 2009 | Amnezia Nyze                                          | DE67 (1 Wo.)DE | — | — | Erstveröffentlichung: 7. August 2009 |                                                                                      |
| 2009 | Carlo Cokxxx Nutten 2 Sonny Black & Frank White       | DE3 (6 Wo.)DE | AT5 (5 Wo.)AT | CH9 (7 Wo.)CH | Erstveröffentlichung: 11. September 2009 |                                                                                      |
| 2010 | Zeiten ändern dich Bushido                            | DE2 Gold · (24 Wo.)DE | AT1 Gold · (12 Wo.)AT | CH3 (12 Wo.)CH | Erstveröffentlichung: 19. Februar 2010 Verkäufe: + 110.000 Soundtrack zum Film Zeiten ändern dich                                              |                                                                                      |
| 2010 | Monster in mir Chakuza                                | DE8 (3 Wo.)DE | AT3 (10 Wo.)AT | CH26 (2 Wo.)CH | Erstveröffentlichung: 16. April 2010 |                                                                                      |
| 2010 | Kenneth allein zu Haus Kay One                        | DE7 (6 Wo.)DE | AT12 (2 Wo.)AT | CH43 (4 Wo.)CH | Erstveröffentlichung: 7. Mai 2010 |                                                                                      |
| 2010 | Flersguterjunge Fler                                  | DE4 (4 Wo.)DE | AT8 (2 Wo.)AT | CH12 (3 Wo.)CH | Erstveröffentlichung: 11. Juni 2010 |                                                                                      |
| 2010 | Zeiten ändern dich – Live durch Europa Bushido        | DE9 (5 Wo.)DE | AT3 (3 Wo.)AT | CH5 (2 Wo.)CH | Erstveröffentlichung: 13. August 2010 Live-CD/DVD                                                                                              |                                                                                      |
| 2010 | Berlins Most Wanted                                   | DE2 (7 Wo.)DE | AT3 (4 Wo.)AT | CH3 (5 Wo.)CH | Erstveröffentlichung: 22. Oktober 2010 |                                                                                      |
| 2011 | Jenseits von Gut und Böse Bushido                     | DE1 (17 Wo.)DE | AT1 (15 Wo.)AT | CH1 (16 Wo.)CH | Erstveröffentlichung: 13. Mai 2011 |                                                                                      |
| 2012 | Prince of Belvedair Kay One                           | DE4 (11 Wo.)DE | AT4 (5 Wo.)AT | CH7 (6 Wo.)CH | Erstveröffentlichung: 9. März 2012 |                                                                                      |
| 2012 | AMYF Bushido                                          | DE1 Gold · (10 Wo.)DE | AT2 (6 Wo.)AT | CH1 (9 Wo.)CH | Erstveröffentlichung: 12. Oktober 2012 Verkäufe: + 100.000                                                                                     |                                                                                      |
| 2013 | NWA Shindy                                            | DE1 Gold · (1 Wo.)DE | AT1 (6 Wo.)AT | CH3 (6 Wo.)CH | Erstveröffentlichung: 12. Juli 2013 von Juli 2013 bis Juni 2015 indiziert                                                                      |                                                                                      |
| 2013 | NWA 2.0 Shindy                                        | DE6 (5 Wo.)DE[AT: ↑][CH: ↑] | AT1 (6 Wo.)AT | CH3 (6 Wo.)CH | Erstveröffentlichung: 2. August 2013 |                                                                                      |
| 2014 | Sonny Black Bushido                                   | DE1 (14 Wo.)DE | AT1 Gold · (14 Wo.)AT | CH1 Gold · (17 Wo.)CH | Erstveröffentlichung: 14. Februar 2014 Verkäufe: + 117.500 seit 2015 indiziert: Gold-Auszeichnung in DE revidiert                              |                                                                                      |
| 2014 | Fuck Bitches Get Money Shindy                         | DE1 Platin · (10 Wo.)DE | AT1 (6 Wo.)AT | CH1 (8 Wo.)CH | Erstveröffentlichung: 10. Oktober 2014 Verkäufe: + 200.000                                                                                     |                                                                                      |
| 2015 | Carlo Cokxxx Nutten 3 Bushido                         | DE1 Gold · (13 Wo.)DE | AT1 Gold · (11 Wo.)AT | CH1 Gold · (11 Wo.)CH | Erstveröffentlichung: 13. Februar 2015 Verkäufe: + 117.500                                                                                     |                                                                                      |
| 2015 | Fette Unterhaltung Ali Bumaye                         | DE6 (3 Wo.)DE | AT6 (2 Wo.)AT | CH4 (4 Wo.)CH | Erstveröffentlichung: 5. Juni 2015 |                                                                                      |
| 2015 | Cla$$ic Bushido & Shindy                              | DE1 Gold · (11 Wo.)DE | AT1 Gold · (10 Wo.)AT | CH1 (10 Wo.)CH | Erstveröffentlichung: 6. November 2015 Verkäufe: + 107.500                                                                                     |                                                                                      |
| 2016 | Rumble in the Jungle Ali Bumaye                       | DE4 (5 Wo.)DE | AT3 (2 Wo.)AT | CH4 (2 Wo.)CH | Erstveröffentlichung: 3. Juni 2016 |                                                                                      |
| 2016 | Dreams Shindy                                         | DE1 Gold · (11 Wo.)DE | AT1 Gold · (8 Wo.)AT | CH1 (13 Wo.)CH | Erstveröffentlichung: 11. November 2016 Verkäufe: + 107.500                                                                                    |                                                                                      |
| 2017 | Black Friday Bushido                                  | DE1 Gold · (19 Wo.)DE | AT1 (12 Wo.)AT | CH1 (10 Wo.)CH | Erstveröffentlichung: 9. Juni 2017 Verkäufe: + 100.000                                                                                         |                                                                                      |
| 2018 | Mythos Bushido                                        | DE1 Gold · (14 Wo.)DE | AT1 (6 Wo.)AT | CH1 (7 Wo.)CH | Erstveröffentlichung: 28. September 2018 Verkäufe: + 100.000                                                                                   |                                                                                      |
| 2019 | Carlo Cokxxx Nutten 4 Bushido & Animus                | DE1 (6 Wo.)DE | AT11 (4 Wo.)AT | CH1 (5 Wo.)CH | Erstveröffentlichung: 20. Dezember 2019 |                                                                                      |
| 2021 | Beastmode 4 – Kamikaze Samurai Animus                 | DE14 (1 Wo.)DE | — | — | Erstveröffentlichung: 23. April 2021 |                                                                                      |
| 2021 | Sonny Black II Bushido                                | DE2 (7 Wo.)DE | AT14 (4 Wo.)AT | CH3 (5 Wo.)CH | Erstveröffentlichung: 17. Dezember 2021 |                                                                                      |

DVDs
- 2006: Deutschland gib mir ein Mic (Bushido, V.A.; #1)
- 2008: 7 Live (Bushido, V.A.; #1)
- 2009: Heavy Metal Payback Live (Bushido, V.A.; #1)
- 2010: Zeiten ändern dich (Filmbiografie auf DVD & Bluray – #6)

## Auszeichnungen
Hiphop.de Awards
- 2006: „Bestes Label (Deutsch)“[27]
- 2006: „Beste Labelpage (Deutsch)“ für ersguterjunge.de[27]
- 2007: „Beste Rap-Crew (Deutsch)“[28]
- 2007: „Bestes Label (Deutsch)“[28]
- 2007: „Beste Labelpage (Deutsch)“ für ersguterjunge.de[28]
- 2010: „Bestes Label national“[29]